# Mairie de Steglitz
La mairie de Steglitz est un bâtiment administratif annexe de l'arrondissement de Steglitz-Zehlendorf à Berlin en Allemagne, où se trouve notamment un Bürgeramt. Elle était jusqu'en 2001 le centre administratif ainsi que le siège du maire du district de Steglitz. Aujourd'hui le centre administratif de l'arrondissement est situé à la mairie de Zehlendorf. L'ancienne mairie est un bâtiment classé des monuments historiques berlinois.

## Localisation
L'ancienne mairie est située à l'adresse Schloßstraße 37, 14165 Berlin-Steglitz. Elle fait l'angle des rues Schloßstraße et Grunewaldstraße, voisine du centre commercial Das Schloß et se situe en face de l'Hermann-Ehlers-Platz, que borde l'autoroute A103.
On y accède par la gare de Berlin Rathaus Steglitz, sur la Ligne 1 du S-Bahn de Berlin et la station de métro Rathaus Steglitz sur la ligne 9 du métro de Berlin.

## Histoire
L'hôtel de ville est édifié entre 1897 et 1898 par les architectes Heinrich Reinhardt et Georg Süßenguth dans un style néogothique de brique rouge. Le concours d'architecture avait été également remporté par Emil Seydel. La première pierre est posée le 13 septembre 1896 et le bâtiment est inauguré le 22 mars 1898, 100 ans après la mort de l'empereur Guillaume Ier.
C'est dans la cave (Ratskeller) de l'hôtel de ville que Karl Fischer fonda le 4 novembre 1901 le mouvement Wandervogel.

## Ancienne mairie
Construit en tant qu'hôtel de ville de la commune de Steglitz, le bâtiment est devenu une mairie de district en 1920 quand Steglitz a été intégré à la commune de Berlin. De 1921 à 2001, la mairie a hébergé les bureaux du maire du district.
Aujourd'hui le centre administratif de l'arrondissement de Steglitz-Zehlendorf est situé à la mairie de Zehlendorf, mais les locaux de l'ancienne mairie continuent de servir à des fins administratives, notamment en hébergeant un Bürgeramt

### Liste des maires du district (1921-2001)
| Mandature  | Maire                  | Parti |
| ---------- | ---------------------- | ----- |
| 1921–1933  | Martin Sembritzki      | DVP   |
| 1933–1945  | Herbert Treff          | NSDAP |
| 05-06/1945 | Paul Schwarz           |       |
| 06-07/1945 | Fritz Starke           | KPD   |
| 1945–1946  | Arthur Jochem          | LDP   |
| 1946–1950  | Helmut Mattis          | SPD   |
| 1950–1955  | Werner Zehden          | SPD   |
| 1955–1959  | Fritz von Hansemann    | CDU   |
| 1959–1965  | Peter Bloch            | CDU   |
| 1965–1971  | Heinz Hoefer           | SPD   |
| 1971–1984  | Helmut Rothacker       | CDU   |
| 1984–1992  | Klaus Dieter Friedrich | CDU   |
| 1992–2000  | Herbert Weber          | CDU   |